# Габр
Габр (фр. Gabre) — коммуна во Франции, находится в регионе Юг — Пиренеи. Департамент коммуны — Арьеж. Входит в состав кантона Ле-Ма-д’Азий. Округ коммуны — Памье.
Код INSEE коммуны — 09127.

## Население
Население коммуны на 2008 год составляло 93 человека.
| 1962 | 1968 | 1975 | 1982 | 1990 | 1999 | 2008 |
| ---- | ---- | ---- | ---- | ---- | ---- | ---- |
| 81   | 106  | 96   | 99   | 95   | 92   | 93   |

## Экономика
В 2007 году среди 63 человек в трудоспособном возрасте (15—64 лет) 44 были экономически активными, 19 — неактивными (показатель активности — 69,8 %, в 1999 году было 78,6 %). Из 44 активных работали 39 человек (22 мужчины и 17 женщин), безработных было 5 (4 мужчины и 1 женщина). Среди 19 неактивных 4 человека были учениками или студентами, 8 — пенсионерами, 7 были неактивными по другим причинам.